# Tipasa
Tipasa je město na pobřeží Alžírska, hlavní město stejnojmenné provincie. Moderní město bylo založeno v roce 1857, avšak nachází se v něm řada památek na fénickou, římskou, raně křesťanskou i byzantskou kulturu. Od roku 1982 je Tipasa součástí kulturních památek světového dědictví UNESCO.